# Günther Heubel
Günther Heubel (* 15. März 1871 in Leutenberg, Thüringen; † 20. April 1945 in Annahütte) war ein deutscher Industrieller im Bereich Braunkohle.

## Werdegang
Günther Heubel war das vierte von sieben Kindern des Pfarrers Friedrich Michael Heubel (1835–1918) und seiner Ehefrau Klara Lydia Hedwig Sattler (1845–1909).

Nach Abschluss der Realschule in Erfurt folgte bis 1892 die Ausbildung im Maschinenbau in Premnitz/Havel.
Er war dann zunächst als Maschinen-Ingenieur im Salzbergwerk im anhaltinischen Leopoldshall bei Straßfurt tätig, wechselte ab 1900 zu F.C.Th. Heye Braunkohlenwerke AG, Annahütte, wo er 1910 zum Generaldirektor aufrückte. 1913 wurde er Vorsitzender des Niederlausitzer Bergbau-Vereins und seines Arbeitgeberverbandes sowie Vorstandsmitglied der "Vereinigung der Deutschen Arbeitgeberverbände".
Im Ersten Weltkrieg befasste er sich als Hauptmann der Eisenbahn-Baukompanie mit Brückenbauten, wurde Chef der Bauabteilung der Militär-Eisenbahndirektion in Warschau und Varna und war bei Kriegsende Major.
Wegen seiner Verdienste um die Braunkohlen-Bergbautechnik, insbesondere des Abraumbetriebes und der Kohlenaufbereitung verlieh ihm die Bergakademie Freiberg 1923 die Würde des Dr.-Ing. ehrenhalber. Im Juli 1933 wurde er zum Vorsitzenden „Deutscher Braunkohlen-Industrieverein e.V.“ und zum Leiter der Fachgruppe Braunkohle bestellt. Dem Aufsichtsrat der „Braunkohle-Benzin AG“ (BRABAG) gehörte er seit deren Gründung 1934 an.
Er war einer der Teilnehmer des geheimen Treffen Hitlers mit Industriellen am 20. Februar 1933, bei dem eine Wahlkampfhilfe von drei Millionen Reichsmark für die NSDAP und ihren Koalitionspartner, die Kampffront Schwarz-Weiß-Rot, beschlossen wurde.
1937 trat er in den Ruhestand und zog in seine Villa nach Berlin-Dahlem, Schwendener Str.49. Dort wurde er 1944 ausgebombt und zog wieder zurück in sein früheres Dienstwohnhaus in Annahütte.

## Ehe und Familie
Günther heiratete am 29. Mai 1899 in Seehausen bei Frankenhausen Johanna Kirst (* 28. Mai 1872 in Weisbach bei Leutenberg; † 10. Januar 1938 in Berlin-Dahlem). Mit ihr hatte er die folgenden Kinder:
1. Werner Siegfried Franz (1901–1999), Bundesbahndirektor in Frankfurt/Main
2. Hellmuth (1904–1967), Kaufmann in Finsterwalde, später Düsseldorf
3. Ruth (1907–2003), Ehefrau von Gottfried Strauß
4. Günther (1909–1969), Farmer in Süd-West-Afrika

Bei Ankunft der russischen Soldaten im Garten erschoss er sich am 20. April 1945 in seinem ehemaligen dienstlichen Wohnhaus in Annahütte.